# Julia Voth

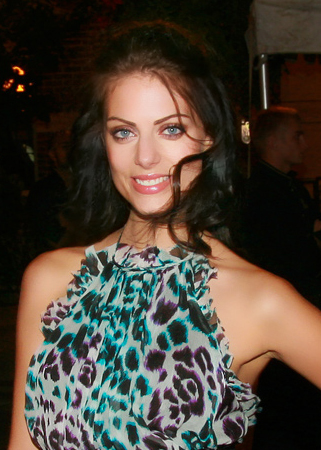
Julia Voth (2009)

Julia Voth (* 16. Mai 1985 in Regina, Saskatchewan) ist eine kanadische Schauspielerin und Model.

## Leben
Voth arbeitete zunächst als Model bei Calvin Klein. In der Videospielreihe Resident Evil diente sie 2002 als Charaktermodell für die Figur Jill Valentine.
2009 spielte sie die Hauptrolle (Stripperin Trixie) im Actionfilm Bitch Slap an der Seite von Erin Cummings. Von 2013 bis 2014 spielte sie in der Fernsehserie Package Deal eine der Hauptrollen, für die sie 2015 für den Canadian Screen Award nominiert wurde. In Love Hurts übernahm sie 2009 die Rolle der jungen Amanda, die im Erwachsenenalter von Carrie-Anne Moss dargestellt wurde. Ihr Schaffen umfasst derzeit (Stand September 2018) 19 Film- und Fernsehproduktionen.

## Filmografie (Auswahl)
- 2009: Bitch Slap
- 2009: Love Hurts
- 2009: The Anniversary
- 2009: The Phone (Fernsehserie, 6 Folgen)
- 2010: Huge (Fernsehserie, 2 Folgen)
- 2010: Supernatural (Fernsehserie, 1 Folge)
- 2011: Alone
- 2011: Lilith
- 2011: Castle (Fernsehserie, 1 Folge)
- 2012: Project S.E.R.A.
- 2013: Christmas Crush: Holiday High School Reunion
- 2013: Project: SERA (Fernsehserie, 6 Folgen)
- 2013–2014: Package Deal (Fernsehserie, 26 Folgen)
- 2015: Painkillers
- 2015: Seattle Road
- 2016: The Moleskin Diary
- 2017: Tucker’s War (Fernsehserie, 2 Folgen)
- 2017: Hard Surfaces
- 2019: Bit